# Kopparbrist
Kopparbrist är en ovanlig näringsbrist på koppar, antingen till följd av för lågt kopparintag i kosten eller till följd av att kroppen inte förmår absorbera koppar. 
Kopparbrist testas med blodprov, med ett undre referensvärde på omkring 10 mikromol/L för vuxna (referensvärdena för barn skiljer sig åt i olika åldrar). Kopparnivåerna kan också testas med urinprov.
Koppar är ett livsnödvändigt spårämne, eftersom det deltar i angiogenes, det vill säga nybildning av blodkärl, och ingår som beståndsdel i ceruloplasmin där det samverkar med järn och zink. Det ingår också i aminoxidas, en enzym som oxiderar monoaminer, diaminer och histamin, samt i enzymet dopamin-beta-hydroxylas som bildar noradrenalin av dopamin.
Kopparbrist till följd av dålig kosthållning är ovanligt, eftersom det finns i så många livsmedel, tvärt om brukar kostråd innehålla försiktighetsåtgärder mot för högt kopparintag via vattenledningar. Brist kan dock uppstå ändå, till exempel till följd av att tarmen inte förmår ta upp kopparn vid diarréer eller kirurgiska ingrepp på mag-tarmkanalen. Zinkförgiftning kan också leda till kopparbrist. Kopparbrist förekommer ofta tillsammans med vitamin B12-brist. Ett fåtal ärftliga sjukdomar ger kopparbrist, däribland Menkes syndrom.
Symtom på kopparbrist härrör från blodet, immunförsvaret och nervsystemet. Kopparbrist kan yttra sig som anemi eller agranulocytos (neutropeni), ataxi, spastisk gång, samt sannolikt myopati, neuropati, demyelinisering av det centrala nervsystemet, och synnervsinflammation. Kopparbrist hos barn kan störa benbildningen. Även hos vuxna har kopparbrist iakttagits vid svankrygg.